# Каледоніан-роуд (станція метро)
51°32′54″ пн. ш. 0°07′07″ зх. д. / 51.548333° пн. ш. 0.118611° зх. д.
Каледоніан-роуд (англ. Caledonian Road) — станція лінії Пікаділлі Лондонського метро. Розташована у 2-й тарифній зоні, у районі Голловей, між станціями — Кінгс-кросс-Сент-Панкрас та Голловей-роуд. Пасажирообіг на 2017 рік — 5.72 млн осіб.
- 15 грудня 1906: відкриття станції

Конструкція станції — «англійського типу»

## Пересадки
- На автобуси London Buses маршрутів: 17, 91 та 259.

## Послуги
| Попередня станція | Лінія | Лінія                            | Лінія | Наступна станція         |
| ----------------- | ----- | -------------------------------- | ----- | ------------------------ |
| Голловей-роуд     |       | Лондонське метро Лінія Пікаділлі |       | Кінгс-кросс-Сент-Панкрас |